# Il figlio di papà
Il figlio di papà (A Regular Fellow) è un film muto del 1925 diretto da A. Edward Sutherland.

## Produzione
Il film fu prodotto dalla Famous Players-Lasky Corporation con il titolo di lavorazione He's a Prince.

## Distribuzione
Distribuito dalla Paramount Pictures, il film - presentato da Jesse L. Lasky e da Adolph Zukor - uscì nelle sale cinematografiche statunitensi il 5 ottobre 1925. Venne distribuito in Finlandia il 13 dicembre 1926. In Italia venne distribuito nel 1927.
Il film è andato presumibilmente perduto.